# Яхрома (приток Сестры)
Я́хрома (Большая Яхрома) — река в Московской области России, впадает справа в реку Сестру в 42 км от устья, у деревни Усть-Пристань.
До сооружения канала имени Москвы в 1937 году имела длину 78 км. На реке — города Яхрома, Дмитров.

## Гидрология
Верховье реки начинается на склонах Клинско-Дмитровской гряды. Сейчас оно ограничено каналом имени Москвы. Среднее течение начинается от «тройника»: слияния рек Яхромы (Малой Яхромы), Икши и Волгуши. Нижнее течение Яхромы начинается после Дмитрова, когда река выходит на Верхневолжскую низменность.
Начинается в болоте около деревни Мартьянково Пушкинского района, на склонах Клинско-Дмитровской гряды. Течёт на север по узкой долине до Яхромского водохранилища на канале, затем от канала, где сбрасываемая из канала вода сливается с водами притоков Яхромы — Волгуши и Икши. После города Дмитрова река попадает на обширную (до 8 км шириной) заторфованную котловину (мощность торфяной залежи до 14 м), сформированную в доледниковое время, которую обычно называют Яхромской поймой. Подобные долины получили название прадолин. Течёт по Верхневолжской низменности, и через 20—25 км по течению реки пойма сливается с долиной реки Сестры.
Длина реки от канала — 54 км, площадь бассейна — 988 км².
Равнинного типа. Питание преимущественно снеговое. Яхрома замерзает в ноябре — начале декабря, вскрывается в конце марта — апреле.
Притоки — Камариха, Волгуша, Ильинка, Кухолка, Березовец и другие.

## История
Издревна река использовалась как транспортный и торговый путь. Так с Волги в устье Яхромы заходили грузовые суда (деревня Усть-Пристань), где товары далее перегружались на более лёгкие суда по Яхроме или отправлялись сухопутным путём через Дмитров до Московского княжества (Московского царства).
После строительства канала имени Москвы в 1932—1937 годах водоток реки существенно снизился, так как часть рек, питающих Яхрому и ручьи, питающие основные притоки, стали впадать в канал.
Изучение Яхромской поймы началось в 1912 году. С 1915 функционирует опытная научная станция (МОБОС, ЦТБОС, ныне — Дмитровский отдел ВНИИМЗ). В 1960-х годах началось активное освоение Яхромской поймы. В пойме (после Дмитрова) проложена сеть мелиоративных каналов, в районе посёлка Лугового основное русло реки было перенесено западнее (спрямлено). Яхромская пойма плодородна и используется для выращивания овощей.

## Название
Название Яхрома переводится с вымершего мерянского языка как «озёрная река» (ср. фин. järvi «озеро»). Топонимия с основой яхр- (Яхробол, Яхра, Яхренга, Яхрянка) является характерной для исторических мерянских земель, к которым относится и восток Тверской области, где протекает одноимённая река.
Наличие ранее существовавших озёр на месте реки было подтверждено в 1904 году при бурении геологом Волосовичем. В Яхромской котловине (от Дмитрова до устья, ширина от 3 до 7 км) в ряде пунктов под слоем торфа были обнаружены светлые илистые отложения с раковинами пресноводных улиток (отложения озёрного характера).